# لایحه مهاجرت و تابعیت ۱۹۶۵
لایحه مهاجرت و تابعیت ۱۹۶۵ (Pub.L. 89-236, 79 Stat. 911, مصوب ژوئن 30, 1968), که به لایحهٔ هارت-سلر نیز مشهور است، فرمول منشأهای ملی را که از زمان لایحهٔ سهمیه اضطراری ۱۹۲۱ در ایالات متحده آمریکا وضع شده بود را حذف کرد. این لایحه توسط نمایندهٔ مجلس امنوئل سلر از ایالت نیویورک پیشنهاد شد، سناتور فیلیپ ای. هارت از میشیگان اسپانسر آن بود، و سناتور تد کندی از ماساچوست مروج آن بود.
لایحه هارت سلر، نظام سهمیه‌های ملی که از دهه ۱۹۲۰ خط مشی مهاجرتی آمریکا بود را برچید و نظامی ترجیحی جایگزین آن کرد که بر مهارت‌ها و روابط خانوادگی مهاجران با شهروندان یا ساکنین آمریکا تمرکز می‌کرد. محدودیت‌های عددی بر ویزاها به ۱۷۰۰۰۰ ویزا در سال محدود شد.